# Theropogon pallidus
Theropogon es un género monotípico de plantas perteneciente a la familia de las asparagáceas, anteriormente en las ruscáceas. Incluye una sola especie: Theropogon pallidus Maxim., que se encuentra en Asia.

## Descripción
Es una planta herbácea geófita con rizoma de 1 cm de espesor. Las hojas en número de 6-10, son suberectas o arqueadas, el envés glauco, de 15 a 40 cm x 4 - 12 mm, glabras. El escapo de 30 a 35 cm, por lo general más corto que las hojas. La inflorescencia en racimo de 4,5-7 cm, 9-14 flores; con brácteas verdes, lanceoladas-lineares a lineares. Perianto blanco, acampanado; tépalos oblongo-ovados. Florece en mayo-junio.

## Distribución y hábitat
Se encuentra en matorrales, a la sombra en laderas rocosas, a una altitud de 2300 - 2600 metros en Xizang, Yunnan en China y en Bután, India, Nepal y Sikkim.

## Taxonomía
Theropogon pallidus fue descrita por (Wall. ex Kunth) Maxim. y publicado en Bulletin de l'Academie Imperiale des Sciences de St-Petersbourg 15(1): 90, en el año 1871.
Citología
El número cromosomático es de: 2 n = 40.
Sinonimia
- Ophiopogon minor Royle ex Hook.f.
- Ophiopogon mollis Royle
- Ophiopogon pallidus Wall. ex Kunth[5]